# Javier Cárdenas
Javier Cárdenas Martínez (Cidade do México, 8 de dezembro de 1952 – 25 de junho de 2022) foi um futebolista mexicano que atuou como meia.

## Carreira
Cárdenas jogou no Deportivo Toluca, com o qual conquistou a temporada de 1974–75 da liga nacional, no América, no Chivas Guadalajara, onde permaneceu por sete temporadas, e no Irapuato. Esteve na Seleção Mexicana que venceu o Campeonato da CONCACAF em 1977 e participou da Copa do Mundo de 1978.

## Morte
Cárdenas morreu em 25 de junho de 2022, aos 69 anos de idade.